# Schmiechen (Bad Wörishofen)
Schmiechen ist der Name eines abgegangenen Ortes auf dem Gebiet der Gemeinde Bad Wörishofen im schwäbischen Landkreis Unterallgäu.

## Geschichte
Der Ort ging vor 1143 von den Welfen Mangold und Hartman von Solare (Markt Wald) an das Kloster Ursberg. In der Irseer Reimchronik ist eine Schenkung eines Silberkelchs erwähnt, die dem Kloster den Erwerb eines Hofes in Schmiechen von Hermann von Mattsies ermöglichte. 1195 erwarben die Irseer von Hermann einen weiteren Hof in Schmiechen, der Irseer Besitz wurde 1227 durch König Heinrich VII. und 1239 durch Papst Gregor IX. bestätigt. Zwischen 1266 und 1299 kaufte das in der Gegend bereits begüterte Augsburger Kloster St. Katharina drei Teile einer Hube und einen Hof. 1451 tauschte das Kloster den gesamten Ort gegen einen Hof in Heinzenhofen von der Herrschaft Mindelheim ein. Schmiechen war zu dieser Zeit mit Gericht, Kirchensatz, Zwing und Bann ausgestattet. Der Ort ging im 17. Jahrhundert ab.